# Stelling van Faltings
In de getaltheorie, een deelgebied van de wiskunde, is de stelling van Faltings de bevestiging van het vermoeden van Mordell. De stelling houdt in dat een kromme over de rationale getallen van een genus groter dan 1 over een algebraïsch getallenlichaam {\displaystyle K} slechts een eindig aantal K-rationale punten kent. Het vermoeden van Mordell is in 1983 bewezen door Gerd Faltings in zijn artikel Endlichkeitssätze für abelsche Varietäten über Zahlkörpern, vandaar dat het vermoeden van Mordell nu bekendstaat als de stelling van Faltings.